# Bambi-Verleihung 1950
Die 3. Bambi-Verleihung war keine Veranstaltung. Die Bambis wurden zu den Gewinnern gebracht.

## Die Preise
1950 gab es erstmals getrennte Abstimmungen für die nationalen und internationalen Schauspieler. In der Kategorie Schauspieler international wurde Stewart Granger gewählt, der auch schon bei den ersten beiden Abstimmungen 1948 und 1949 gut abgeschnitten hatte. Er verwies mit 36,8 % der Stimmen Jean Marais (14,8 %) deutlich auf den zweiten Platz. Die Kategorie Schauspielerin international ging ebenfalls deutlich an Grangers damalige Ehefrau Jean Simmons, die Ingrid Bergman hinter sich lassen konnte.
Bei Schauspieler national und Schauspielerin national wurde ein Traumpaar des damaligen deutschen Kinos gewählt, wobei die beiden allerdings nicht so gut miteinander auskamen. Rudolf Prack konnte seinen Gewinn vom Vorjahr wiederholen. Überraschend war dabei eher, dass Adrian Hoven den zweiten Platz belegen konnte. Der Sieg von Sonja Ziemann dagegen überraschte. Die Zeitschrift Film- und Mode-Revue, die die Umfrage organisierte, fand den Sieg Ziemanns gar „alarmierend“. Auch der Spiegel fand den Sieg Ziemanns überraschend, selbst mit dem Abstand von fast zwei Jahren, hatte Ziemann doch vor allem in Unterhaltungsfilmen „kaum Gelegenheit gehabt, sich mit einer echten Hauptrolle in den Vordergrund zu spielen“.

## Preisträger
Aufbauend auf der Bambidatenbank.

### Künstlerisch wertvollster Film National
Harald Braun für Nachtwache

### Schauspieler International
Stewart Granger

### Schauspielerin International
Jean Simmons

### Schauspieler National
Rudolf Prack

### Schauspielerin National
Sonja Ziemann